# Hypersomnia
Hypersomnia – polska dwuwymiarowa strzelanka online stworzona przez Patryka Czachurskiego, opublikowana na licencji GNU AGPL-3.0. W założeniach miała być połączeniem gier Hotline Miami oraz Counter Strike. Nad grą pracuje zespół złożony z 4 osób: programisty, grafika, level designera oraz zarządzającego stroną internetową. Strzelanka jest dostępna na wszystkie główne platformy (Windows, MacOS, Linux) oraz w przeglądarce internetowej i posiada kreator map.
Dostępne są dwa tryby: deathmatch oraz rozbrajanie bomby, gdzie w tym drugim gracze dzielą się na dwie drużyny do 4 graczy. Można korzystać także z 24 rodzajów broni.
Pierwsze turnieje e-sportowe zorganizowano przy okazji wydarzenia PolyLAN 39, a także podczas 14. edycji Poznańskiej Imprezy Wolnego Oprogramowania.

## Historia
Gra, przed wydaniem na Steamie 28 grudnia 2023 roku, tworzona była przez 10 lat (pierwsza kontrybucja na GitHubie pojawiła się w 2013 roku, z kolei gra zaczęła nabierać obecnego kształtu od 2017 roku).

## Aspekty techniczne
Biblioteka pakowania prostokątów rectpack2D, stworzona na potrzeby Hypersomni, została wykorzystana w grze Assassin's Creed: Valhalla oraz przez producenta dronów Skydio. rectpack2D został także wykorzystany przy opracowywaniu jednej z powiązanych prac naukowych z 2019 roku.
W patencie z 2018 roku, o którego rejestrację wnioskowali twórcy silnika gier Unity, zawarty jest pomysł dotyczący tzw. assemblage buckets, o którym twórca wspomniał już w 2013 roku na forum Stack Exchange (Game Development).
Według zapewnień twórcy kod źródłowy gry został napisany bez wykorzystania jakiegokolwiek silnika w języku C++, jednak w trakcie jej tworzenia Czachurski użył „kilku” zewnętrznych bibliotek.

## Odbiór gry

### Społeczność
Zarówno Liam Dawe, redaktor serwisu GamingOnLinux, jak i redakcja serwisu lubiegrac.pl, pochwalili grę za jej aspekty techniczne. Grę wyróżniono także na łamach oficjalnego bloga GitHuba, uznając grę za taką, która „nie tylko daje dużo frajdy”, ale i też „od strony technicznej jest innowacyjna”.
W 275. wydaniu czasopisma Linux Magazine Hypersomnię wyróżniono w sekcji „FOSSPicks”, gdzie Graham Morrison wspomniał o „szybkiej dawce adrenaliny”, którą ma dawać gra.

### Nagrody i nominacje
| Rok  | Wydarzenie                          | Nominacja w sekcji           | Wynik     |
| ---- | ----------------------------------- | ---------------------------- | --------- |
| 2023 | Game Development World Championship | Best Community Design        | wygrana   |
| 2023 | Game Development World Championship | Best Multiplayer Game        | nominacja |
| 2023 | Game Development World Championship | Accolade for Immersive Audio | nominacja |
| 2023 | Game Development World Championship | Best Action Game             | nominacja |